# Непин, Эван
Сэр Эван Непин, 1-й баронет (англ. Evan Nepean, 9 сентября 1751, Солтэш, Юго-Западная Англия — 2 октября 1822, Loders, Дорсет) — британский политик и колониальный администратор.

## Начало карьеры
Непин поступил на Королевский военной морской флот 28 декабря 1773 года, служил в качестве писаря у капитана Хартвелла на HMS Boyne. Он получил должность казначея в 1775 году. Во время Войны за независимость США он служил как секретарь у адмирала Молине Шулдхама — в Бостоне в 1776 и в Плимуте в 1777—1778 годах. С 1780 по 1782 год он служил как казначей на HMS Foudroyant у капитана Джона Джервиса (позднее лорд Сент-Винсент).
3 марта 1782 года он был назначен постоянным помощником министра внутренних дел в кабинете министров графа Шелберна. Он эффективно служил здесь вплоть до декабря 1791 года, затем он стал помощником военного министра в 1794 году, секретарём Адмиралтейского комитета в 1795—1804 годах, главным секретарём Ирландии в 1804—1805 годах, лордом-заседателем Адмиралтейства и затем губернатором Бомбея (с 12 августа 1812 по 1 ноября 1819 года).
Он был членом парламента от Квинборо с 1796 по 1802 год, затем переехал в Бридпорт, где он оставался до 1812 года. В 1802 году он стал баронетом и был принят в Тайный совет Великобритании в 1804 году.

## Семья
Он был вторым из трёх сыновей Николаса Непина и его жены, Маргарет Джонс. Его отец был корнцем, а мать — из Южного Уэльса.
Непин женился на Маргарет Скиннер, единственной дочери капитана Уильяма Скиннера, 6 июня 1782 года в Гринвиче. У них родились дочь и четверо сыновей, включая сэра Молине Хайда Непина, 2-го баронета, и генерал-майора Уильяма Непина, чья дочь Анна Мария Непин вышла замуж за генерала сэра Уильяма Парка.
Их младший ребёнок, Эван Непин, стал каноником в Вестминстере и постоянным священником для королевы Виктории. Его сын, Чарльз Непин, был игроком в крикет в графстве Мидлсекс и играл в футбол, победив в финале Кубка Англии в 1874 году.